# دولان
دولان هي قرية في مقاطعة كليبر، إيران. عدد سكان هذه القرية هو 92 في سنة 2006.